# Amelia Lily
Amelia Lily Oliver, nota solo come Amelia Lily (Middlesbrough, 16 ottobre 1994), è una cantante britannica.

## Biografia
Nata nel 1994 a Middlesbrough, ai tempi della scuola pubblica alcuni video su YouTube, tra cui la cover di Someone like You di Adele.
Nel 2011 partecipa all'ottava edizione di The X Factor, dove si classifica al terzo posto. Nello spettacolo finale duetta con Kelly Rowland in River Deep - Mountain High.
Dopo il programma firma un contratto con la Xenomania, sussidiaria della Sony Music. Nel settembre 2012 pubblica il suo primo singolo You Bring Me Joy, che raggiunge la posizione #2 della classifica Official Singles Chart. Il suo secondo singolo Shut Up (and Give Me Whatever You Got) viene pubblicato nel gennaio 2013 e si piazza fino all'11º posto in classifica.
Tra l'aprile e il luglio 2013 sarebbe dovuto uscire il suo primo album, ma la pubblicazione viene rimandata per la volontà dell'artista di pubblicare materiale nuovo.
Nel settembre 2014 pubblica il singolo California. Lavora a teatro nel 2015 con Joseph and the Amazing Technicolor Dreamcoat

## Discografia

### Singoli
| 2012                                          | You Bring Me Joy                       | 2  | 21 | 67 | 2  | - BPI: Argento | TBA |
| 2013                                          | Shut Up (and Give Me Whatever You Got) | 11 | 63 | —  | 8  |                | TBA |
| 2013                                          | Party Over                             | 40 | —  | —  | 36 |                | TBA |
| 2014                                          | California                             | 83 | —  | —  | —  |                | TBA |
| "—" denota il mancato ingresso in classifica. |                                        |    |    |    |    |                |     |